# ジャイロベクトル空間
ジャイロベクトル空間（ジャイロベクトルくうかん、英: gyrovector space）はAbraham A. Ungarによって提案された数学的構造である。ユークリッド幾何学の研究にベクトル空間が用いられるのと同様に、ジャイロベクトル空間は双曲幾何学の研究に用いられる。Ungarは、通常のベクトルが加算に関して群を成す代わりに、加算に関してジャイロ群を成すものとしてジャイロベクトルを定式化した。Ungarは、特殊相対性理論における速度の合成を表すためのローレンツブーストに代わる手法としてジャイロベクトル空間を開発した。これは「ジャイロオペレータ」を導入することで達成されている。ジャイロオペレータは2つの3次元ベクトルから作られ、3次元ベクトルに対する作用素となる。

## 名称
ジャイロ群（gyrogroup）は弱い結合性を持つ、群に似た構造である。Ungarはジャイロ可換性を持つジャイロ群をジャイロ可換ジャイロ群（gyrocommutative gyrogroup）と呼び、ジャイロ群という用語は必ずしもジャイロ可換ではないジャイロ群を指すように提案した。ジャイロ群はボルループの一種である。ジャイロ可換ジャイロ群はK-ループと一致する。Bruckループやdyadic symsetという用語も使用される。

## ジャイロベクトル空間の数学

### ジャイロ群

#### 公理
マグマ{\displaystyle (G,\oplus )}は、二項演算{\displaystyle \oplus }が次の公理を満たすときジャイロ群であるという。
1. Gは少なくとも1つの左単位元0を持ち、全ての {\displaystyle a\in G} に対して {\displaystyle 0\oplus a=a} を満たす。
2. 各 {\displaystyle a\in G} に対してaの左逆元 {\displaystyle \ominus a\in G} が存在し、 {\displaystyle \ominus a\oplus a=0}を満たす。
3. 全ての {\displaystyle a,b,c\in G}に対してGの要素{\displaystyle \mathrm {gyr} [a,b]c} が1つ定まり、ジャイロ結合則{\displaystyle a\oplus (b\oplus c)=(a\oplus b)\oplus \mathrm {gyr} [a,b]c}を満たす。
4. {\displaystyle c\mapsto \mathrm {gyr} [a,b]c} によって定義される写像 {\displaystyle \mathrm {gyr} [a,b]:G\to G}は マグマ {\displaystyle (G,\oplus )}の自己同型である。すなわち、{\displaystyle \mathrm {gyr} [a,b]\in \mathrm {Aut} (G,\oplus )}である。自己同型{\displaystyle \mathrm {gyr} [a,b]}を a, bによって生成されるGのジャイロ自己同型（gyroautomorphism）という。 {\displaystyle \mathrm {gyr} :G\times G\to \mathrm {Aut} (G,\oplus )}はGのジャイレータ (gyrator) と呼ぶ。
5. ジャイロ自己同型 {\displaystyle \mathrm {gyr} [a,b]}は左ループ性を持つ。すなわち、{\displaystyle \mathrm {gyr} [a,b]=\mathrm {gyr} [a\oplus b,b]}。

最初の2つの公理は群の公理と類似している。 最後の2つの公理はジャイレータに関するものであり、真ん中の公理がそれらを繋げるものである。
ジャイロ群は逆元と単位元を持つため、準群であり、かつループでもある。
ジャイロ群は群の一般化である。実際、群はgyrが恒等写像であるようなジャイロ群と見なせる。

#### 成り立つ性質
以下の等式は任意のジャイロ群(G, {\displaystyle \oplus })で成り立つ。
1. {\displaystyle \mathrm {gyr} [\mathbf {u} ,\mathbf {v} ]\mathbf {w} =\ominus (\mathbf {u} \oplus \mathbf {v} )\oplus (\mathbf {u} \oplus (\mathbf {v} \oplus \mathbf {w} ))} (ジャイレーション)
2. {\displaystyle \mathbf {u} \oplus (\mathbf {v} \oplus \mathbf {w} )=(\mathbf {u} \oplus \mathbf {v} )\oplus \mathrm {gyr} [\mathbf {u} ,\mathbf {v} ]\mathbf {w} } （左ジャイロ結合性)
3. {\displaystyle (\mathbf {u} \oplus \mathbf {v} )\oplus \mathbf {w} =\mathbf {u} \oplus (\mathbf {v} \oplus \mathrm {gyr} [\mathbf {v} ,\mathbf {u} ]\mathbf {w} )} （右ジャイロ結合性)

さらなる例は参考文献.の50ページを参照。

#### ジャイロ可換性
ジャイロ群 {\displaystyle (G,\oplus )} がジャイロ可換（gyrocommutative）であるとは、二項演算 {\displaystyle \oplus } がジャイロ可換律 {\displaystyle a\oplus b=\mathrm {gyr} [a,b](b\oplus a)} を満たすことを言う。特殊相対性理論における速度の加算の観点からは、この性質は1914年にLudwik Silbersteinにより示された{\displaystyle a+b}と{\displaystyle b+a}を関係づける回転を表すものになっている。

#### Coaddition
ジャイロ群に対して、coadditionと呼ばれる別の演算を定義することができる。coadditionは {\displaystyle a\boxplus b=a\oplus \mathrm {gyr} [a,\ominus b]b} により定義される。ジャイロ可換ジャイロ群においてはcoadditionは可換性を持つ。

### Beltrami–Kleinモデルとアインシュタイン可算
相対論的速度は双曲幾何学におけるBeltrami–Kleinモデルの点とみなすことができ、Beltrami-Kleinモデルにおけるベクトルの加算はVelocity-addition formulaによって与えられる。 この公式を4次元以上の双曲空間におけるベクトルの加算に一般化するためには、クロス積の使用を避けてドット積で公式を記述する必要がある。
一般の場合、速度 {\displaystyle \mathbf {u} }, {\displaystyle \mathbf {v} } のアインシュタイン加算を座標軸に依存しない形で書くと次のようになる。
{\displaystyle \mathbf {u} \oplus _{E}\mathbf {v} ={\frac {1}{1+{\frac {\mathbf {u} \cdot \mathbf {v} }{c^{2}}}}}\left\{\mathbf {u} +{\frac {1}{\gamma _{\mathbf {u} }}}\mathbf {v} +{\frac {1}{c^{2}}}{\frac {\gamma _{\mathbf {u} }}{1+\gamma _{\mathbf {u} }}}(\mathbf {u} \cdot \mathbf {v} )\mathbf {u} \right\}}
ここで {\displaystyle \gamma _{\mathbf {u} }} はローレンツ因子であり、 {\displaystyle \gamma _{\mathbf {u} }={\frac {1}{\sqrt {1-{\frac {|\mathbf {u} |^{2}}{c^{2}}}}}}}で与えられる。
同じ式を座標の形で書くと次のようになる。
{\displaystyle {\begin{pmatrix}w_{1}\\w_{2}\\w_{3}\\\end{pmatrix}}={\frac {1}{1+{\frac {u_{1}v_{1}+u_{2}v_{2}+u_{3}v_{3}}{c^{2}}}}}\left\{\left[1+{\frac {1}{c^{2}}}{\frac {\gamma _{\mathbf {u} }}{1+\gamma _{\mathbf {u} }}}(u_{1}v_{1}+u_{2}v_{2}+u_{3}v_{3})\right]{\begin{pmatrix}u_{1}\\u_{2}\\u_{3}\\\end{pmatrix}}+{\frac {1}{\gamma _{\mathbf {u} }}}{\begin{pmatrix}v_{1}\\v_{2}\\v_{3}\\\end{pmatrix}}\right\}}
ここで、{\displaystyle \gamma _{\mathbf {u} }={\frac {1}{\sqrt {1-{\frac {u_{1}^{2}+u_{2}^{2}+u_{3}^{2}}{c^{2}}}}}}}である。
アインシュタイン加算は {\displaystyle \mathbf {u} } と {\displaystyle \mathbf {v} } が平行であるときのみ 可換かつ結合的である。実際、
{\displaystyle \mathbf {u} \oplus \mathbf {v} =\mathrm {gyr} [\mathbf {u} ,\mathbf {v} ](\mathbf {v} \oplus \mathbf {u} )}
かつ
{\displaystyle \mathbf {u} \oplus (\mathbf {v} \oplus \mathbf {w} )=(\mathbf {u} \oplus \mathbf {v} )\oplus \mathrm {gyr} [\mathbf {u} ,\mathbf {v} ]\mathbf {w} }
が成り立つ。ここで、"gyr"は Thomas precession をThomas gyrationというオペレータに抽象化したものであり、各 w に対して
{\displaystyle \mathrm {gyr} [\mathbf {u} ,\mathbf {v} ]\mathbf {w} =\ominus (\mathbf {u} \oplus \mathbf {v} )\oplus (\mathbf {u} \oplus (\mathbf {v} \oplus \mathbf {w} ))}
で与えられる。Thomas precessionは双曲幾何学において負のhyperbolic triangle defectとしての表現を持つ。

#### ローレンツ変換の合成
3次元ベクトルに対する3×3行列で表された回転がgyr[u,v]で与えられる場合、4次元に対する回転を表す4×4行列は以下で与えられる。
{\displaystyle \mathrm {Gyr} [\mathbf {u} ,\mathbf {v} ]={\begin{pmatrix}1&0\\0&\mathrm {gyr} [\mathbf {u} ,\mathbf {v} ]\end{pmatrix}}}
速度 u 、 v に対応する2つの ローレンツブースト B(u), B(v)の合成は以下で与えられる。
{\displaystyle B(\mathbf {u} )B(\mathbf {v} )=B(\mathbf {u} \oplus \mathbf {v} )\mathrm {Gyr} [\mathbf {u} ,\mathbf {v} ]=\mathrm {Gyr} [\mathbf {u} ,\mathbf {v} ]B(\mathbf {v} \oplus \mathbf {u} )}
回転を前に書くか後に書くかに依存して、合成がB(u{\displaystyle \oplus }v)かB(v{\displaystyle \oplus }u)のどちらか一方を使って表されるという事実から、velocity composition paradoxが説明される。
2つのローレンツ変換 L(u,U), L(v,V) の合成をU,Vを含んだ形で書くと次のようになる。
{\displaystyle L(\mathbf {u} ,U)L(\mathbf {v} ,V)=L(\mathbf {u} \oplus U\mathbf {v} ,\mathrm {gyr} [\mathbf {u} ,U\mathbf {v} ]UV)}
ここで、ローレンツブーストは4×4行列で表すことができる。ブースト行列 B(v) はブーストBを表しており、vの要素、すなわち v1, v2, v3 が行列の要素に現れる。 行列の要素は3次元ベクトル vの要素に依存しており、B(v)という表記はこれを意味するものである。 実際のところ、各要素は4次元ベクトルの要素で表すこともできる。これは、4次元ベクトルの要素のうち3つは3次元ベクトルと同じだからである。しかし、ブーストを3次元ベクトルでパラメトライズする場合、2つのブーストの合成の4×4行列表現 B(u {\displaystyle \oplus } v) が3次元ベクトルの合成 u{\displaystyle \oplus }v の要素で表せるという利点がある。しかし、合成結果のブーストに対しても回転行列をかける必要がある。なぜなら、ブーストの合成（2つの4×4行列の積）が純粋なブーストではなくブーストと回転の合成となるからである。具体的には、回転 Gyr[u,v] を用いてB(u)B(v) = B(u{\displaystyle \oplus }v)Gyr[u,v] = Gyr[u,v]B(v{\displaystyle \oplus }u) となる。

#### アインシュタインジャイロベクトル空間
sを正の定数、  (V,+,.) を実内積空間とする。 Vs={v  ∈  V :|v|<s}とする。アインシュタインジャイロベクトル空間は(Vs, {\displaystyle \oplus })に次で定義されるスカラー倍を加えたものである： r{\displaystyle \otimes }v = s tanh(r tanh−1(|v|/s))v/|v| （ただしr は任意の実数、v  ∈ Vs、 v ≠ 0、r {\displaystyle \otimes } 0 = 0 ）。v {\displaystyle \otimes } r = r {\displaystyle \otimes } vと表記する。
このスカラー倍は一般には{\displaystyle \oplus }に対して分配則が成り立たない（ジャイロベクトルがcolinearのときは成り立つ）。一方、ベクトル空間で成り立つような以下の性質はジャイロベクトル空間でも成り立つ。ここでnは正の整数、 r,r1,r2は実数、v ∈ Vsとする。
| n {\displaystyle \otimes } v = v {\displaystyle \oplus } ... {\displaystyle \oplus } v | n倍                  |
| (r1 + r2) {\displaystyle \otimes } v = r1 {\displaystyle \otimes } v {\displaystyle \oplus } r2 {\displaystyle \otimes } v | スカラーの分配則     |
| (r1r2) {\displaystyle \otimes } v = r1 {\displaystyle \otimes } (r2 {\displaystyle \otimes } v) | スカラーの結合則     |
| r {\displaystyle \otimes }(r1 {\displaystyle \otimes } a {\displaystyle \oplus } r2 {\displaystyle \otimes } a) = r {\displaystyle \otimes }(r1 {\displaystyle \otimes } a) {\displaystyle \oplus } r {\displaystyle \otimes }(r2 {\displaystyle \otimes } a) | Monodistributive law |

### ポアンカレdisc/ballモデルとメビウス加算
複素平面における開単位円板のメビウス変換は次の極座標分解で与えられる。
{\displaystyle z\to {e^{i\theta }}{\frac {a+z}{1+a{\bar {z}}}}} which defines the Möbius addition {\displaystyle {a\oplus _{M}{z}}={\frac {a+z}{1+a{\bar {z}}}}} 
これは {\displaystyle e^{i\theta }{(a\oplus _{M}{z})}} と表すことができる。ただし、ここで導入した演算 {\displaystyle {a\oplus _{M}{z}}={\frac {a+z}{1+a{\bar {z}}}}}がメビウス加算である。
これを高次元に拡張すると、複素数は平面{\displaystyle \mathbf {\mathrm {R} } ^{2}}上のベクトルとなり、メビウス加算は次のようにベクトルの形で書き直される。
{\displaystyle \mathbf {u} \oplus _{M}\mathbf {v} ={\frac {(1+{\frac {2}{s^{2}}}\mathbf {u} \cdot \mathbf {v} +{\frac {1}{s^{4}}}|\mathbf {v} |^{2})\mathbf {u} +(1-{\frac {1}{s^{2}}}|\mathbf {u} |^{2})\mathbf {v} }{1+{\frac {2}{s^{2}}}\mathbf {u} \cdot \mathbf {v} +{\frac {1}{s^{4}}}|\mathbf {u} |^{2}|\mathbf {v} |^{2}}}}
これは、s=1のポワンカレ球体模型のベクトルの加算を任意のs>0に対してしたものである。

### メビウスジャイロベクトル空間
sを正の定数とする。(V,+,.) を実内積空間とし、Vs={v  ∈  V :|v|<s}とする。メビウスジャイロベクトル空間(Vs, {\displaystyle \oplus } , {\displaystyle \otimes }) は、メビウスジャイロ群(Vs, {\displaystyle \oplus })にスカラー倍 r {\displaystyle \otimes }v = s tanh(r tanh−1(|v|/s))v/|v| （r は任意の実数、v  ∈ Vs, v ≠ 0、 r {\displaystyle \otimes } 0 = 0） を加えたものである。ここで、 v {\displaystyle \otimes } r = r {\displaystyle \otimes } vと表記する。
メビウススカラー倍は上述のアインシュタインスカラー倍と一致する。これは、メビウス加算とアインシュタイン加算が平行な2ベクトルに対しては一致することから得られる。

### 固有速度空間モデルと固有速度加算
双曲幾何学における固有速度空間モデルは、固有速度に以下の固有速度加算公式を加えることで与えられる。
{\displaystyle \mathbf {u} \oplus _{U}\mathbf {v} =\mathbf {u} +\mathbf {v} +\left\{{\frac {\beta _{\mathbf {u} }}{1+\beta _{\mathbf {u} }}}{\frac {\mathbf {u} \cdot \mathbf {v} }{c^{2}}}+{\frac {1-\beta _{\mathbf {v} }}{\beta _{\mathbf {v} }}}\right\}\mathbf {u} }
ここで、{\displaystyle \beta _{\mathbf {w} }}は{\displaystyle \beta _{\mathbf {w} }={\frac {1}{\sqrt {1+{\frac {|\mathbf {w} |^{2}}{c^{2}}}}}}}で与えられるベータ因子である。
他の双曲幾何学的モデルが円板や半平面を用いるのに対し、この公式は空間全体を用いるモデルを与える。
固有速度ジャイロ空間は、実内積空間Vに固有速度ジャイロ加算{\displaystyle \oplus _{U}}とスカラー倍 r {\displaystyle \otimes }v = s sinh(r sinh−1(|v|/s))v/|v| （r は実数、v  ∈ V、 v ≠ 0、 r {\displaystyle \otimes } 0 = 0 ）を加えたものである。

### 同型写像
ジャイロ空間の同型写像は、ジャイロ群の加算とスカラー倍、そして内積を保つ。
先に述べた3つのジャイロ空間（メビウスジャイロ空間、アインシュタインジャイロ空間、固有速度ジャイロ空間）は同型である。
M, E, Uをそれぞれメビウス、アインシュタイン、固有速度ジャイロベクトル空間とし、それぞれの要素 vm, ve, vu を取る。このとき、これらの間の同型写像は以下のように与えられる。
| E{\displaystyle \rightarrow }U by {\displaystyle \gamma _{\mathbf {v} _{e}}\mathbf {v} _{e}}                                       |
| U{\displaystyle \rightarrow }E by {\displaystyle \beta _{\mathbf {v} _{u}}\mathbf {v} _{u}}                                        |
| E{\displaystyle \rightarrow }M by {\displaystyle {\frac {1}{2}}\otimes _{E}\mathbf {v} _{e}}                                       |
| M{\displaystyle \rightarrow }E by {\displaystyle 2\otimes _{M}\mathbf {v} _{m}}                                                    |
| M{\displaystyle \rightarrow }U by {\displaystyle 2{{{\gamma }^{2}}_{\mathbf {v} _{m}}}\mathbf {v} _{m}}                            |
| U{\displaystyle \rightarrow }M by {\displaystyle {\frac {\beta _{\mathbf {v} _{u}}}{1+\beta _{\mathbf {v} _{u}}}}\mathbf {v} _{u}} |

ただし、 {\displaystyle \oplus _{E}}と{\displaystyle \oplus _{M}}は次の等式で与えられる。
{\displaystyle \mathbf {u} \oplus _{E}\mathbf {v} =2\otimes \left({{\frac {1}{2}}\otimes \mathbf {u} \oplus _{M}{\frac {1}{2}}\otimes \mathbf {v} }\right)}
{\displaystyle \mathbf {u} \oplus _{M}\mathbf {v} ={\frac {1}{2}}\otimes \left({2\otimes \mathbf {u} \oplus _{E}2\otimes \mathbf {v} }\right)}
これはメビウス変換とローレンツ変換の関係に関係がある。

### Gyrotrigonometry
Gyrotrigonometryはジャイロの概念を双曲三角法（hyperbolic trigonometry）の研究に用いるものである。
通常研究される双曲三角法はcosh, sinhのような双曲線関数を用いる。一方、球面三角法はcos, sinのようなユークリッド三角関数を用いるが通常の三角形の合同の代わりに球面上の三角形の合同を用いる。Gyrotrigonometryは、普通のユークリッド三角関数を用いつつ、ジャイロ三角形の合同を用いるアプローチである。

#### 三角形の中心
三角形の中心は伝統的にはユークリッド幾何学において考慮される概念であるが、双曲幾何学においても研究の対象となりうる。 gyrotrigonometryを用いると、重心座標系をユークリッド幾何学と双曲幾何学に共通の表現で表すことができる。 表現が一致するためには、 三角形の角の和が180度になるという法則を表現が含まない必要がある。

#### ジャイロ平行四辺形の加算
gyrotrigonometryを用いると、ジャイロ平行四辺形 （gyroparallelogram）の法則に従うジャイロベクトルの加法が得られる。 実はこれはジャイロ群のcoadditionになっている。ジャイロ平行四辺形の加算は可換である。
ジャイロ中線定理（gyroparallelogram law）は中線定理と似た定理である。普通の平行四辺形の2つの対角線が互いの中点で交わる（中線定理）のと同様に、ジャイロ平行四辺形は2つのジャイロ対角線（gyrodiagonals）が互いのジャイロ中点（gyromidpoints）で交わるような双曲的四角形である。

### ブロッホベクトル
ユークリッド3次元空間上の開単位球面に属するブロッホベクトルは、アインシュタイン加算 やメビウス加算を用いて調べられる。

## 書評
初期のジャイロベクトルに関するある本に対する書評は次のように述べている。

長年、非ユークリッド幾何学的な手法を相対論や電磁気学の問題解決に応用する試みはわずかしか無かった。肯定的な結果も無く後続の研究には魅力も無いという状況では、似たような研究をしようとする人が躊躇ってしまうのは必然である。最近まで、1912年に登場した手法を改良することが誰もできなかったのだ。Ungarの新しい本で、彼は非ユークリッド的手法からこれまで致命的に欠如していた要素を与える。それは、アインシュタインの速度合成の構造を完全に保つエレガントな非結合的代数構造である。

## 関連書籍
- A. A. Ungar (2009). Gyrovectors: an Approach to Hyperbolic Geometry. Synthesis lectures on mathematics and statistics. Morgan & Claypool Publishers. ISBN 159-829-822-4
- T. M. Rassias (2000). Mathematical Analysis and Applications. Collection of Articles in Mathematics. Hadronic Press. pp. 307, 326, 336. ISBN 157-485-045-8
- Maks A. Akivis And Vladislav V. Goldberg (2006), Local Algebras Of A Differential Quasigroup, Bulletin AMS, Volume 43, Number 2
- Oğuzhan Demirel, Emine Soytürk (2008), The Hyperbolic Carnot Theorem In The Poincare Disc Model Of Hyperbolic Geometry, Novi Sad J. Math. Vol. 38, No. 2, 2008, 33–39
- M Ferreira (2008), Spherical continuous wavelet transforms arising from sections of the Lorentz group, Applied and Computational Harmonic Analysis, Elsevier
- T Foguel (2000), Comment. Math. Univ. Carolinae, Groups, transversals, and loops
- Yaakov Friedman (1994), "Bounded symmetric domains and the JB*-triple structure in physics", Jordan Algebras: Proceedings of the Conference Held in Oberwolfach, Germany, August 9–15, 1992, By Wilhelm Kaup, Kevin McCrimmon, Holger P. Petersson, Published by Walter de Gruyter, ISBN 3-11-014251-1, 978-3-11-014251-8
- Florian Girelli, Etera R. Livine (2004), Special Relativity as a non commutative geometry: Lessons for Deformed Special Relativity, Phys. Rev. D 81, 085041 (2010)
- Sejong Kim, Jimmie Lawson (2011), Smooth Bruck Loops, Symmetric Spaces, And Nonassociative Vector Spaces, Demonstratio Mathematica, Vol. XLIV, No 4
- Peter Levay (2003), Mixed State Geometric Phase From Thomas Rotations
- Azniv Kasparian, Abraham A. Ungar, (2004) Lie Gyrovector Spaces, J. Geom. Symm. Phys
- R Olah-Gal, J Sandor (2009), On Trigonometric Proofs of the Steiner–Lehmus Theorem, Forum Geometricorum, 2009 – forumgeom.fau.edu
- Gonzalo E. Reyes (2003), On the law of motion in Special Relativity
- Krzysztof Rozga (2000), Pacific Journal of Mathematics, Vol. 193, No. 1,On Central Extensions Of Gyrocommutative Gyrogroups
- L.V. Sabinin (1995), "On the gyrogroups of Hungar", RUSS MATH SURV, 1995, 50 (5), 1095–1096.
- L.V. Sabinin, L.L. Sabinina, Larissa Sbitneva (1998), Aequationes Mathematicae, On the notion of gyrogroup
- L.V. Sabinin, Larissa Sbitneva, I.P. Shestakov (2006), "Non-associative Algebra and Its Applications",CRC Press,ISBN 0-8247-2669-3, 978-0-8247-2669-0
- F. Smarandache, C. Barbu (2010), The Hyperbolic Menelaus Theorem in The Poincaré Disc Model of Hyperbolic Geometry
- Roman Ulrich Sexl, Helmuth Kurt Urbantke, (2001), "Relativity, Groups, Particles: Special Relativity and Relativistic Symmetry in Field and Particle Physics", pages 141–142, Springer, ISBN 3-211-83443-5, 978-3-211-83443-5